# 錫爾伯湖 (諾伊斯萊茵郡)
51°8′46″N 6°47′9″E / 51.14611°N 6.78583°E
錫爾伯湖（德語：Silbersee），'是德國的湖泊，位於該國西部，由北萊茵-威斯特法倫州負責管轄，處於諾伊斯萊茵郡，該湖泊長0.8公里、寬0.8公里，海拔高度31米。